# Бад-Зальцдетфурт
Бад-Зальцдетфурт (нім. Bad Salzdetfurth) — місто в Німеччині, розташоване в землі Нижня Саксонія. Входить до складу району Гільдесгайм.
Площа — 67,11 км2. Населення становить 13 266 ос. (станом на 31 грудня 2021).